# Bruno Martella
Bruno Martella, né le 14 août 1992 à Atri, est un footballeur italien. Il évolue au poste d'arrière gauche.